# Zapasy na Letnich Igrzyskach Olimpijskich 1960
Zapasy na Letnich Igrzyskach Olimpijskich 1960 w Rzymie, odbyły się w dniach 26 sierpnia - 6 września 1960. Zawodnicy walczyli w 16 kategoriach wagowych i 2 stylach zapaśniczych. Startowali tylko mężczyźni. W tabeli medalowej tryumfowali Turcy.

## Medaliści

### Styl klasyczny
| Kat. wagowa               |                    |                      |                      |
| ------------------------- | ------------------ | -------------------- | -------------------- |
| Waga musza (- 52 kg)      | Dumitru Pârvulescu | Osman El-Sayed       | Mohammad Paziraji    |
| Waga kogucia (- 57 kg)    | Oleg Karawajew     | Ion Cernea           | Dinko Petrow         |
| Waga piórkowa (- 62 kg)   | Müzahir Sille      | Imre Polyák          | Konstantin Wyrupajew |
| Waga lekka (- 67 kg)      | Awtandił Koridze   | Branislav Martinović | Gustav Freij         |
| Waga półśrednia (- 73 kg) | Mithat Bayrak      | Günther Maritschnigg | René Schiermeyer     |
| Waga średnia (- 79 kg)    | Dimityr Dobrew     | Lothar Metz          | Ion Țăranu           |
| Waga półciężka (- 87 kg)  | Tevfik Kış         | Krali Bimbałow       | Giwi Kartozia        |
| Waga ciężka (+ 87 kg)     | Iwan Bohdan        | Wilfried Dietrich    | Bohumil Kubát        |

### Styl wolny
| Kat. wagowa               |                    |                     |                     |
| ------------------------- | ------------------ | ------------------- | ------------------- |
| Waga musza (- 52 kg)      | Ahmet Bilek        | Masayuki Matsubara  | Ebrahim Sejfpur     |
| Waga kogucia (- 57 kg)    | Terry McCann       | Neżdet Zalew        | Tadeusz Trojanowski |
| Waga piórkowa (- 62 kg)   | Mustafa Dağıstanlı | Stanczo Kolew       | Władimir Rubaszwili |
| Waga lekka (- 67 kg)      | Shelby Wilson      | Wołodymyr Syniawski | Enju Wyłczew        |
| Waga półśrednia (- 73 kg) | Douglas Blubaugh   | İsmail Ogan         | Muhammad Bashir     |
| Waga średnia (- 79 kg)    | Hasan Güngör       | Georgij Szirtladze  | Hans Antonsson      |
| Waga półciężka (- 87 kg)  | İsmet Atlı         | Gholam Reza Tachti  | Anatolij Ałbuł      |
| Waga ciężka (+ 87 kg)     | Wilfried Dietrich  | Hamit Kaplan        | Sawkudz Dzarasow    |

## Tabela medalowa
| Poz.    | Państwo                       |    |    |    | Łącznie |
| ------- | ----------------------------- | -- | -- | -- | ------- |
| 1       | Turcja                        | 7  | 2  | 0  | 9       |
| 2       | ZSRR                          | 3  | 2  | 5  | 10      |
| 3       | Stany Zjednoczone             | 3  | 0  | 0  | 3       |
| 4       | Bułgaria                      | 1  | 3  | 2  | 6       |
| 5       |                               | 1  | 3  | 0  | 4       |
| 6       | Rumunia                       | 1  | 1  | 1  | 3       |
| 7       | Iran                          | 0  | 1  | 2  | 3       |
| 8       | Zjednoczona Republika Arabska | 0  | 1  | 0  | 1       |
| 8       | Węgry                         | 0  | 1  | 0  | 1       |
| 8       | Japonia                       | 0  | 1  | 0  | 1       |
| 8       | Jugosławia                    | 0  | 1  | 0  | 1       |
| 12      | Szwecja                       | 0  | 0  | 2  | 2       |
| 13      | Francja                       | 0  | 0  | 1  | 1       |
| 13      | Pakistan                      | 0  | 0  | 1  | 1       |
| 13      | Polska                        | 0  | 0  | 1  | 1       |
| 13      | Czechosłowacja                | 0  | 0  | 1  | 1       |
| Łącznie | Łącznie                       | 16 | 16 | 16 | 48      |